# Akademickie Stowarzyszenie Katolickie Soli Deo
Akademickie Stowarzyszenie Katolickie Soli Deo (skrót: ASK Soli Deo) – największe stowarzyszenie akademickiej młodzieży katolickiej w Polsce powstałe w 1989. Zrzesza studentów warszawskich i poznańskich uczelni. Jest Organizacją Pożytku Publicznego.
Nazwą i jednocześnie hasłem Stowarzyszenia są słowa Soli Deo (łac. Jedynemu Bogu) – zawołanie prymasa Stefana Wyszyńskiego, który jest patronem organizacji.
Soli Deo jest niezależną organizacją ideowo-wychowawczą, zrzeszającą studentów, którym bliska jest chrześcijańska tradycja narodu polskiego i którzy pragną w życiu publicznym kierować się zasadami katolickiej nauki społecznej. Stawia sobie za cel kształtowanie świadomych postaw młodej polskiej inteligencji katolickiej oraz przygotowanie jej do aktywnego uczestnictwa w życiu gospodarczym, społecznym i politycznym kraju. W swoim działaniu pozostaje w pełnej łączności z Kościołem rzymskokatolickim.
Pierwszym kapelanem Stowarzyszenia był ks. prałat Józef Maj, który do dziś pełni tę funkcję honorowo. Ponadto w stowarzyszeniu posługuje wyznaczony przez władze Archidiecezji Warszawskiej duszpasterz akademicki – w przeszłości z Centralnego Ośrodka Duszpasterstwa Akademickiego – Kościoła Św. Anny w Warszawie, a obecnie z kościoła Św. Krzyża na Krakowskim Przedmieściu. 

## ASK Soli Deo organizuje m.in.
- Projekt „Poruszyć Niebo i Ziemię”
- Rekolekcje wielkopostne i adwentowe
- Spotkania formacyjne na każdej uczelni
- Dni Skupienia
- Dni Kultury Chrześcijańskiej
- projekt „Droga Wojownika”[1]
- comiesięczne Msze Święte, Adoracje
- Obozy Zerowe dla studentów (głównie I roku, ale nie tylko)
- wspólne wyjazdy wakacyjne, w ferie, majówki, sylwestrowe
- zbiórki krwi, zapisy do banku Dawców Szpiku
- ogólnouczelniane Wigilie
- wyjazdy na Lednicę, Taizé
- imprezy integracyjne: bale, zabawy, ogniska
- wydawanie gazetki Słowo
- wykłady, spotkania z ciekawymi ludźmi
- cykle wykładów związanych z tematyką relacji damsko-męskich i życiowych (Sympatia Miłość Małżeństwo na SGH, Laboratorium Miłości na UW, Jak żyć na PW)
- cykle wykładów o bioetyce na WUMie
- konkurs o prymasie Wyszyńskim dla uczniów szkół ponadpodstawowych
- wspólne odmawianie Koronki do Miłosierdzia Bożego
- pomoc w domach dziecka
- akcję przeciw ściąganiu na uczelniach

## Soli Deo współorganizuje
- Ewangelizację Warszawy
- przyjazd Papieża Benedykta XVI i spotkanie z nim w trakcie jego pobytu w Warszawie
- wolontariat
- czuwania
- pielgrzymki
- wyjazdy na Światowe Dni Młodzieży
- projekty pro-life i antyaborcyjne

## Koła Terenowe na uczelniach
- Politechnika Warszawska
- Szkoła Główna Gospodarstwa Wiejskiego
- Szkoła Główna Handlowa
- Uniwersytet Kardynała Stefana Wyszyńskiego
- Uniwersytet Warszawski
- Warszawski Uniwersytet Medyczny
- Uniwersytet Medyczny w Poznaniu